# Санджинето
Санджинето (итал. Sangineto) — коммуна в Италии, располагается в регионе Калабрия, подчиняется административному центру Козенца.
Население составляет 1469 человек, плотность населения составляет 53,42 чел./км². Занимает площадь 27,5 км². Почтовый индекс — 87020. Телефонный код — 0982.
Покровительницей коммуны почитается Пресвятая Богородица. Праздник ежегодно празднуется 5 августа.